# أكوز غنبدي
أكوز غنبدي هي قرية في مقاطعة هشترود، إيران. عدد سكان هذه القرية هو 459 في سنة 2006.